# Piletocera nasonia
Piletocera nasonia là một loài bướm đêm trong họ Crambidae.